# Nomada erythrocephala
Nomada erythrocephala là một loài Hymenoptera trong họ Apidae. Loài này được Morawitz mô tả khoa học năm 1870.